# 昨日の私にサヨナラを
『昨日の私にサヨナラを』（きのうのわたしにさよならを）は、1992年8月9日から同年9月27日までテレビ東京系列で放送されていたテレビドラマである。放送時間は日曜日21:00 - 21:54。
1989年10月開始の『妻をめとらば』以来3年続いた、この枠最後のドラマ。

## キャスト
- 輪子：渡辺満里奈
- 頼子：松本伊代
- 忍：森川由加里
- 沢井：ラサール石井
- 加奈：大川陽子
- 松村雄基
- 沢向要士
- 名古屋章

## サブタイトル
1. 孤独な五輪候補の悲劇
2. 世界で最高の大失恋記念日
3. 残酷でヒサンな涙の初体験!?
4. イケイケ娘の悲しいお見合い
5. 恋のキューピッドの(秘)の悩み
6. 天才マラソン選手脱走の真相
7. 許せない！冷酷な不倫の精算
8. やっと見つけた！私の夢

## スタッフ
- 脚本：今井詔二
- 演出：小島穹

| テレビ東京系 日曜21時ドラマ | テレビ東京系 日曜21時ドラマ | テレビ東京系 日曜21時ドラマ            |
| 前番組                      | 番組名                      | 次番組                                 |
| --------------------------- | --------------------------- | -------------------------------------- |
| 幸せになりたい!平成嵐山一家 | 昨日の私にサヨナラを        | （廃枠）                               |
| テレビ東京系 日曜21：00台   |                             |                                        |
| 幸せになりたい!平成嵐山一家 | 昨日の私にサヨナラを        | 浅草橋ヤング洋品店 ※火曜21時台から移動 |